# Matenrou opera
Matenrou Opera (яп. 摩天楼オペラ,, укр. Опера Хмарочосів) — японський сімфо-метал-гурт. Їх лірика будується на ідеї поєднання  музики минулого (класичної) та майбутнього (метал).

## Історія
Гурт сформований Соно (вокалістом Jeniva) в жовтні 2006. Їх перший сингл, «alkaloid showcase», вийшов 4 березня 2007 року, одночасно з першим офіційним концертом гурту у Urawa Narciss, що і вважається офіційним початком гурту.
У 2007 році клавішниця Karen та гітарист Mika покинули гурт, їх замінили Аяме (ex-Ry:dia) і Анзі.
У 2008 році вони перейшли на лейбл Sherow Artist Society й випустили на ньому сингл «Ruri Iro de Egaku Niji», який потрапив на 11 місце в чарті Oricon Indies Chart; EP  Gilia  отримав 7 місце і також був виданий не тільки в Японії, але і в Європі. Продюсером гурту є вокаліст Versailles Каміджо, також гурт регулярно бере участь в його заходах і турах.
2008 рік для гурту почався у новому складі, фотокартки та профілі нових музикантів з’явились на сайті гурту, цей рік став зовсім новим початком. Вони визнали, що в 2007 році не випустили багато того, чого хотіли, але пообіцяли в 2008 виправитися.
І гурт стримав обіцянку. Незабаром було оголошено, що новий сингл буде випущений 5 березня, і доповнили цю новину тим, що наприкінці березня Matenrou Opera відправляться в турне по Європі разом з групою Versailles. Тур складався з шести виступів в містах Швеції, Фінляндії, Німеччини, Франції та Іспанії.

## Склад
- Sono (苑) — вокал
- Ayame (彩雨) — клавішні, аранжування
- Yo (燿) — бас-гітара
- Yu (悠) — ударні

### Колишні учасники
- Mika (яп. 未伽) – гітара (ex.ANCIENT MYTH [Архівовано 14 жовтня 2017 у Wayback Machine.])
- Karen (яп. 華蓮) - клавішні
- Anzi – гітара

## Дискографія

### Альбоми
- «Gilia» (14 травня 2008)
- «Anomie» (24 червня 2009)
- « Justice» (07 березня 2012)
- «Kassai to Gekijou no Gloria» (06 березня 2013)
- «AVALON» (03 вересня 2014 року)
- «Chikyuu» (20 січня 2016 року)
- «Phoenix Rising» (19 жовтня 2016 року)
- «Pantheon -Part 1-» (12 квітня 2017 року)
- «Pantheon -Part 2-» (15 листопада 2017 року)

### Міні-альбоми
- «Abyss» (22 грудня 2010)

### Максі-сингли
- «Alkaloid showcase" (4 травня 2007)
- «Ruri iro de egaku niji» (瑠 璃 色 で 描 く 虹 5 березня 2008 року)
- «SPECTACULAR» (24 вересня 2008)
- «LAST SCENE» (17 грудня 2008)
- «Acedia» (25 березня 2009)
- «Murder Scope» (16 грудня 2009)
- «「 GENESIS / R 」» (17 травня 2010)
- «Helios» (2011.07.06)

### Сингли
- «Sara» (live-distributed only, 30 жовтня 2007)
- «Eternal Symphony» (live-distributed only 23 липня 2009)
- «R» (24 лютого 2010)
- «Otoshiana no Soko wa Konna Sekai» ( 「落 と し 穴 の 底 は こ ん な 世界」 2011.10.19)
- «Gloria» (03 жовтня 2012)
- «Innovational Symphonia» (05 грудня 2012)
- «Orb» (04 грудня 2013)
- «Tonari Ni Suwaru Taiyou» (23 липня 2014 року)
- «Chimaishou» (29 жовтня 2014 року)
- «ether» (8 квітня  2015 року)
- «Kimi to miru kaze no yukue» (18 червня 2015 року)
- «Aoku toumei na kono sinpi no umi e» (20 липня 2015 року)
- «Tataeyou hahanaru chi de» (21 серпня 2015 року)
- «Burning Soul» (21 жовтня 2015 року)
- «Honoo no hito» (9 березня 2016 року)
- «Shine On» (23 грудня 2016 року)

### Збірники
- «COUPLING COLLECTION 08-09» (2009.10.28)
- «INDIES BEST COLLECTION» (2010.11.24)

### PV
- Alkaloid showcase
- ANOMIE
- Murder Scope
- R
- Mou Hitori Hanayome
- Helios
- Otoshiana no Soko wa Konna Sekai
- Justice
- Gloria
- Innovational Symphonia
- Kassai to Gekijou no Gloria
- Orb
- Tonari Ni Suwaru Taiyou

### Live
- DAWN OF ANOMIE in Akasaka BLITZ
- Emergence from COCOON ~ Tour Final Live Film ~ "Birth of GENESIS"
- MATENROU OPERA -1214- at SHIBUYA AX
- GLORIA TOUR -GRAND FINALE- LIVE FILM in Zepp Tokyo

### Сторонні збірки та альбоми
- CROSS GATE 2008 ~ chaotic sorrow ~ (honey drop 31.01.2008)
- Visualy {zm] The Cure Century (alkaloid showcase 30.07.2008)
- Crush! -90's V-Rock best hit cover songs- (26.01.2011)
- Hitotsudake ~ We Are The One ~ (14.09.2011)
- V-ANIME ROCKS (01.08.2012)